# Lukasmühle (Gildehaus)

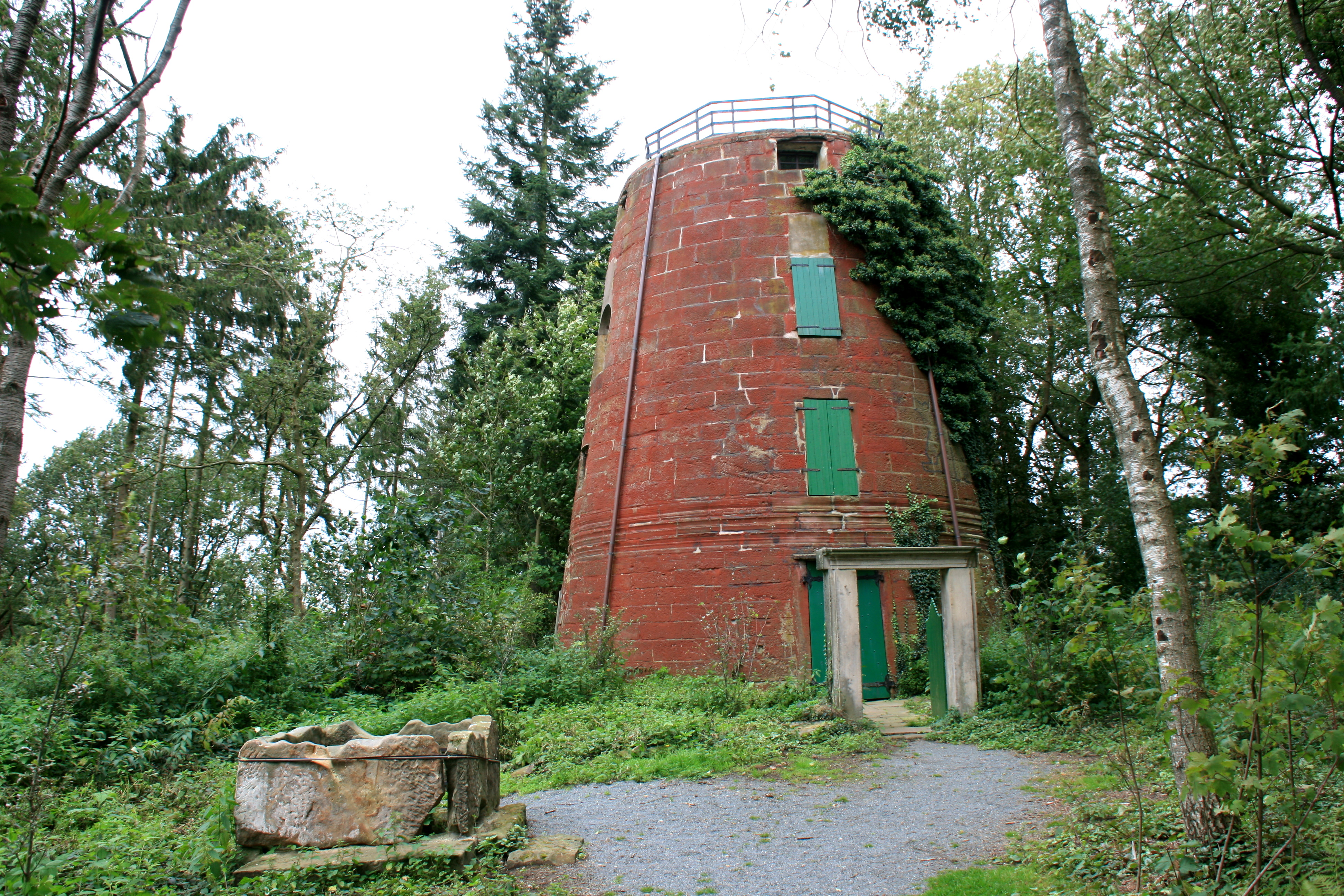
Lukasmühle in Gildehaus

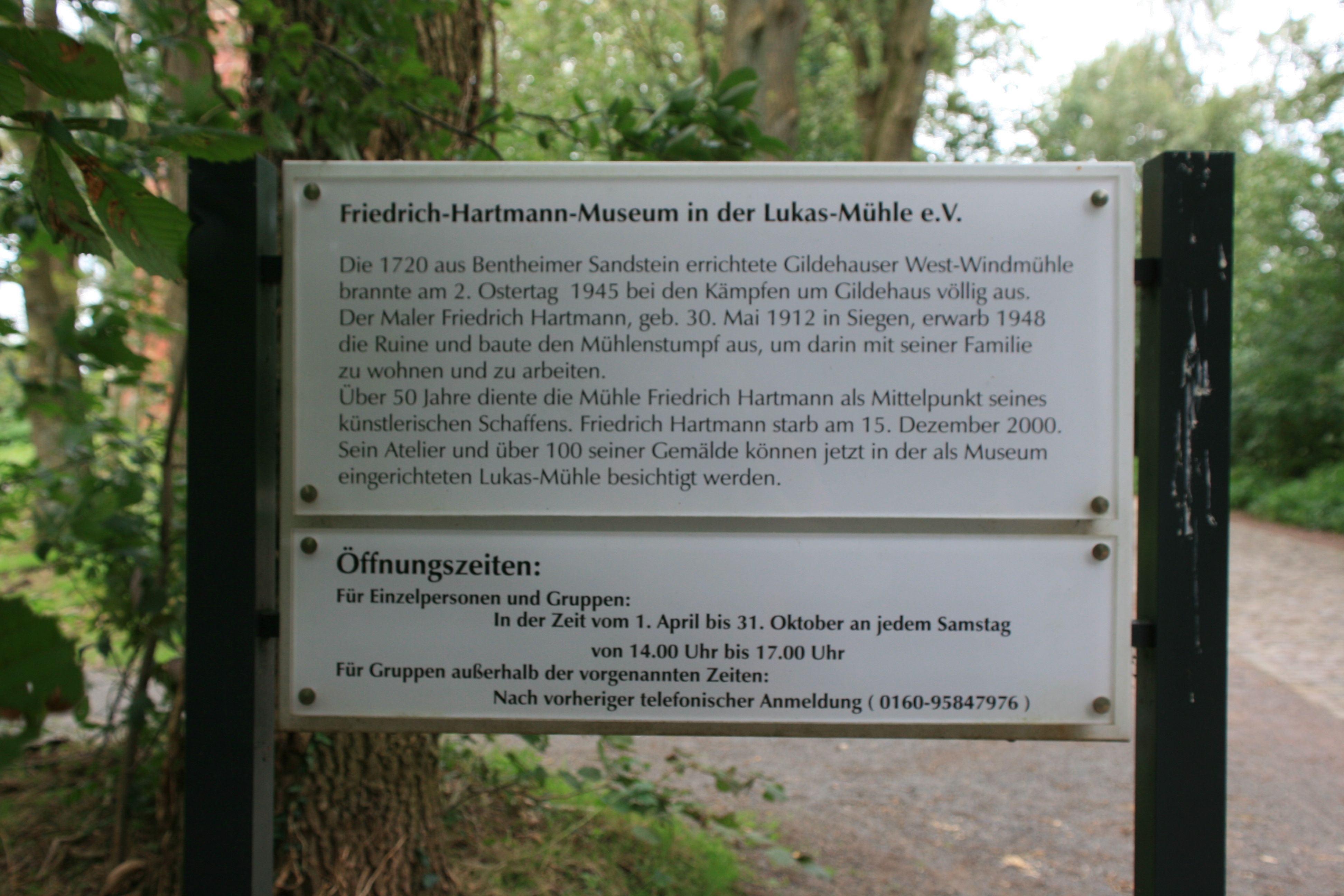
Infotafel an der Lukasmühle

Die Lukasmühle, ursprünglich Westmühle genannt, steht in Gildehaus, einem Ortsteil von Bad Bentheim im Landkreis Grafschaft Bentheim am westlichen Ende des Mühlenbergs. Sie wurde 1720 als erste komplett aus Sandstein errichtete Mühle in der Grafschaft Bentheim errichtet und war eine von insgesamt drei Mühlen in der Ortschaft.

## Geschichte
1720 ließ Graf Hermann Friedrich zu Bentheim auf dem Mühlenberg in Gildehaus zwei Mühlen errichten, die Ostmühle und die Westmühle. Während die Ostmühle aus Holz gebaut wurde, wählte man für die Westmühle Bentheimer Sandstein aus lokalen Steinbrüchen. Sie war als erste Mühle in der Grafschaft Bentheim ganz aus Sandstein errichtet und wurde nach den Plänen des niederländischen Architekten Mattijs Groenland erbaut.
Während eines heftigen Sturmes am 15. Dezember 1791 wurde sie schwer beschädigt, nach umfangreichen Instandsetzungsarbeiten nahm sie später den Betrieb wieder auf. Mit mehreren Unterbrechungen und nach diversen Umbaumaßnahmen arbeitete sie unter vielen Pächtern bis zum Ostersonntag 1945, als sie in den letzten Kriegstagen beschossen wurde, in Brand geriet und bis auf den heute noch erhaltenen Stumpf ausbrannte.
Nach Kriegsende sollte die Mühle eigentlich abgerissen werden, weil der obere Bereich einsturzgefährdet war. Müller Lohuis hatte bereits die beiden obersten Lagen der Quader abgetragen, als der Kunstmaler Friedrich Hartmann das Bauwerk 1948 übernahm, eine dritte Lage der Quadersteine entfernte, ein Dach aufbringen ließ und ein Maleratelier sowie eine Wohnung für seine fünfköpfige Familie einrichtete. Er gab ihr den heute geläufigen Namen Lukasmühle, deren Kennzeichen ein auf der Fassade überlebensgroß gemalter Lukas war.

## Frühere Technik
Die Mühle verfügte über zwei Mahlgänge mit sogenannten Siebzehner Steinen. 1905 erhielt sie einen Körting-Elektromotor, der bei Windflauten eingesetzt wurde, circa 10 Jahre später einen Rohölmotor, der Zeiten der Windstille oder betriebsbedingter Reparaturarbeiten (z. B. einen Flügelbruch im Jahre 1934) überbrückte. 1941 wurden zwei hölzerne Flügel durch eiserne Exemplare aus den Niederlanden ersetzt, die höhere Bruchsicherheit versprachen.

## Friedrich-Hartmann-Museum
Friedrich Hartmann hatte testamentarisch festgelegt, dass die Lukasmühle in der von ihm hinterlassenen Form mit seinem Atelier und einer Gemäldesammlung aus seinem künstlerischen Schaffen als Museum der Öffentlichkeit erhalten bleiben soll. 2001 gründete sich der Verein Friedrich-Hartmann-Museum in der Lukasmühle e. V., der seither ein Museum in der Lukasmühle betreibt, das mehr als 100 Exponate Hartmanns zeigt.